# Polypodiodes microrhizoma
Polypodiodes microrhizoma là một loài thực vật có mạch trong họ Polypodiaceae. Loài này được (C.B. Clarke ex Baker) Ching miêu tả khoa học đầu tiên năm 1978.